# Skierbieszów
Skierbieszów (in tedesco Heidenstein) è un comune rurale polacco del distretto di Zamość, nel voivodato di Lublino.

## Geografia
Ricopre una superficie di 139,17 km² e nel 2004 contava 5 938 abitanti. Situata sul fiume Wolica, a circa 70 km a sud-est di Lublino. Skierbieszów è anche un castello.

## Storia
Dal 1939 al 1945 la Germania nazista impose al paese di Skierbieszów il nome tedesco di Heidenstein: la popolazione polacca fu espulsa nel novembre 1942 per far spazio ai coloni tedeschi, dato che la terra su cui sorge la frazione è molto fertile.